# Вильфрид Йоркский
Вильфрид Йоркский (англ. Wilfrid, лат. Wilfridus; 634—709) — архиепископ Йоркский (664—678 и 686—691), епископ Лестера (692—705), епископ Хексема (705—709), святой Римско-католической и Православной Церкви. Память 12 (25) октября и 24 (6) мая.

## Биография

### Юношество
Вильфрид родился в Нортумбрии, в семье знатного королевского воина. По легенде, рождение Вильфрида было отмечено особым знамением: дом его родителей казался охваченным пожаром, но когда испуганные соседи, прибежали, чтобы потушить огонь, они с удивлением заметили, что огонь возносится к небу, не повреждая здания.
Будучи ещё совсем юношей, Вильфрид решил посвятить себя Богу и в 14-летнем возрасте ушёл в Линдисфарнский монастырь, а впоследствии ушёл в учение в монастырь в Кентербери. В 653 году Вильфрид решил посетить могилы святых апостолов и отправился на учёбу в Рим.

### Монашество
После паломничества Вильфрид около трёх лет пробыл в Галлии, в городе Лион, где принял монашеский постриг и впоследствии вернулся на родину.
В 661—665 годах Вильфрид был настоятелем монастыря в Рипоне, где вместо традиционного для Англии тех времён кельтского обряда вводил континентальный устав и римский обряд.

### Епископ Йоркский
Вильфриду было всего тридцать лет, когда король Дейры Элдфрит назначил его в 664 году епископом Йорка. Считая кельтских епископов схизматиками, Вильфрид отправился в Компьень, где был рукоположён в епископы двенадцатью франкскими епископами. Вильфрид являлся ревностным представителем направления, стремившегося утвердить римские обычаи и папское влияние в Английской Церкви. На соборе 664 года в Уитби Вильфрид содействовал принятию решения в пользу Рима.
В 678 году Вильфрид был отстранён от должности и намеревался уже ехать в Рим, чтобы лично подать жалобу на это, однако был послан во Фрисландию, где при покровительстве короля Альдгисла и проповедовал в течение года, обратив многих жителей в христианство. По прошествии этого времени он продолжил своё путешествие в Рим, где был оправдан папой, но после своего возвращении на родину был снова изгнан в 680 году и удалился в графство Сассекс, где проповедовал до 686 года.
В 686 году последовало его примирение с архиепископом Кентерберийским, святым Феодором. Вернувшись в Йорк в этом же году, Вильфрид вновь занял епископскую кафедру до 691 года, но вёл постоянный спор со светской властью. В 692 году Вильфрид еще раз должен был отправиться в ссылку, однако снова добился оправдания в Риме.

### Епископ Хексемский
В 703 году собор в Остерфилде снова приказал Вильфриду оставить епископскую кафедру. В этот раз, несмотря на решение Рима в его пользу, когда в 705 году он был в третий раз восстановлен в звании епископа Йоркского, Вильфрид в итоге согласился с мнением собора и принял сан епископа Хексемского.
Во время епископства Вильфрида в его епархии увеличилось количество монастырей, было построено множество великолепных соборов. Епископ Вильфрид самолично руководил возведением этих зданий.
Вильфрид известен и как чудотворец. Существует легенда о том, что одна бедная женщина умолила его воскресить её мёртвого ребёнка.
Последние годы жизни Вильфрид провёл в Рипонском монастыре, где преставился в 709 году и был похоронен. В 940 году часть мощей была перенесена в Кентербери.